# Ctenus pauloterrai
Ctenus pauloterrai là một loài nhện trong họ Ctenidae.
Loài này thuộc chi Ctenus. Ctenus pauloterrai được miêu tả năm 2007 bởi Antonio D. Brescovit & Simó.